# Шалму
Шалму (фр. Chalmoux) је насељено место у Француској у региону Бургоња, у департману Саона и Лоара.
По подацима из 2011. године у општини је живело 695 становника, а густина насељености је износила 18,07 становника/km².

## Демографија
| 1962. | 1968. | 1975. | 1982. | 1990. | 2011. |
| ----- | ----- | ----- | ----- | ----- | ----- |
| 1.237 | 1.054 | 938   | 829   | 789   | 695   |